# クリストファー・ジャッジ
ダグラス・クリストファー・ジャッジ（Douglas Christopher Judge, 1964年10月13日-）、は、アメリカ合衆国の俳優。

## 来歴
カリフォルニア州ロサンゼルス出身。
アメリカン・フットボールにおいて全米大学プレイヤーに3度も選出される。親友は『スターゲイト SG-1』の共演者でもあるマイケル・シャンクスである。

## 出演作品

### テレビドラマ
- 冒険野郎マクガイバー（1990年）ゲスト
- ピッツ・バーグ警察日記（1994年 - 1995年） - リチャード役
- スターゲイト SG-1（1997年 - 2007年） - ティルク役
- スターゲイト アトランティス（2007年 - 2008年）   - ティルク役
- アンドロメダ（2000年 - 2005年） - アキレス／ヘクター（戦艦ラス・オブ・アキレスのAI及びアンドロイド／戦艦レゾリューション・オブ・ヘクターのAI及びアンドロイド）役

### 映画
- メガ・シャークVSメカ・シャーク（2014） - ジャック

### テレビアニメ
- X-メン:エボリューション（マグニートー）